# Liste der deutschen Bundesländer nach Exporten
Die Liste der deutschen Bundesländer nach Exporten listet die 16 Bundesländer der Bundesrepublik Deutschland nach ihren Exporten ins Ausland. Als Ergänzung sind zudem die Exporte als Anteil an der gesamten Wirtschaftsleistung des Bundeslandes sowie Angaben zur Veränderung der Exporte angegeben.
| Bundesland             | Exporte (Mio. EUR) | Anteil des BIP | Exporte pro Kopf (EUR) | Veränderung zu 2022 | Durchschnittliche jährliche Wachstumsrate seit 2013 |
| ---------------------- | ------------------ | -------------- | ---------------------- | ------------------- | --------------------------------------------------- |
| Deutschland 1          | 1.590.059          | 38,6 %         | 18.793                 | −0,2 %              | +3,9 %                                              |
| Baden-Württemberg      | 251.771            | 40,9 %         | 22.223                 | −5,4 %              | +3,8 %                                              |
| Nordrhein-Westfalen    | 231.577            | 27,6 %         | 12.740                 | −2,4 %              | +2,6 %                                              |
| Bayern                 | 228.836            | 29,8 %         | 17.052                 | +4,5 %              | +3,2 %                                              |
| Niedersachsen          | 100.761            | 27,7 %         | 12.345                 | +1,7 %              | +2,7 %                                              |
| Hessen                 | 81.913             | 23,3 %         | 12.772                 | +1,8 %              | +3,7 %                                              |
| Rheinland-Pfalz        | 60.344             | 34,6 %         | 14.462                 | −1,9 %              | +2,6 %                                              |
| Hamburg                | 54.742             | 36,4 %         | 28.728                 | +4,7 %              | +1,1 %                                              |
| Sachsen                | 50.436             | 32,3 %         | 12.336                 | −5,2 %              | +4,8 %                                              |
| Schleswig-Holstein     | 28.958             | 24,4 %         | 9.771                  | +1,0 %              | +4,3 %                                              |
| Brandenburg            | 23.508             | 24,1 %         | 9.109                  | +31,0 %             | +6,2 %                                              |
| Sachsen-Anhalt         | 22.124             | 28,2 %         | 10.144                 | −8,6 %              | +4,1 %                                              |
| Bremen                 | 22.041             | 56,2 %         | 31.955                 | +2,0 %              | +4,2 %                                              |
| Saarland               | 18.691             | 45,2 %         | 18.807                 | +10,9 %             | +3,5 %                                              |
| Thüringen              | 18.670             | 24,6 %         | 8.791                  | +6,0 %              | +4,4 %                                              |
| Berlin                 | 16.740             | 8,7 %          | 4.434                  | +0,1 %              | +2,6 %                                              |
| Mecklenburg-Vorpommern | 9.891              | 16,7 %         | 6.065                  | −0,7 %              | +3,1 %                                              |